# Wladislaw Kazakow
Wladislaw Stepanowiç Kazakow, ros. Владислав Степанович Казаков, Władisław Stiepanowicz Kazakow (ur. 1941, Turkmeńska SRR) – turkmeński piłkarz pochodzenia rosyjskiego, grający na pozycji pomocnika, trener piłkarski. Posiada też rosyjskie obywatelstwo.

## Kariera klubowa
W 1959 rozpoczął karierę piłkarską w klubie Kolhozçi Aszchabad, który potem nazywał się Köpetdag i Stroitel. W 1965 został piłkarzem klubu Zahmet Çärjou, skąd po pół roku został zaproszony do Paxtakoru Taszkent. W 1967 roku powrócił do Stroitela Aszchabad, w którym zakończył karierę piłkarza.

## Kariera trenerska
Po zakończeniu kariery piłkarza rozpoczął pracę szkoleniowca. W 1988 prowadził rodzimy klub Köpetdag Aszchabad. Potem pracował w sztabie szkoleniowym jako asystent trenera klubu.